# Frits van Tuyll van Serooskerken

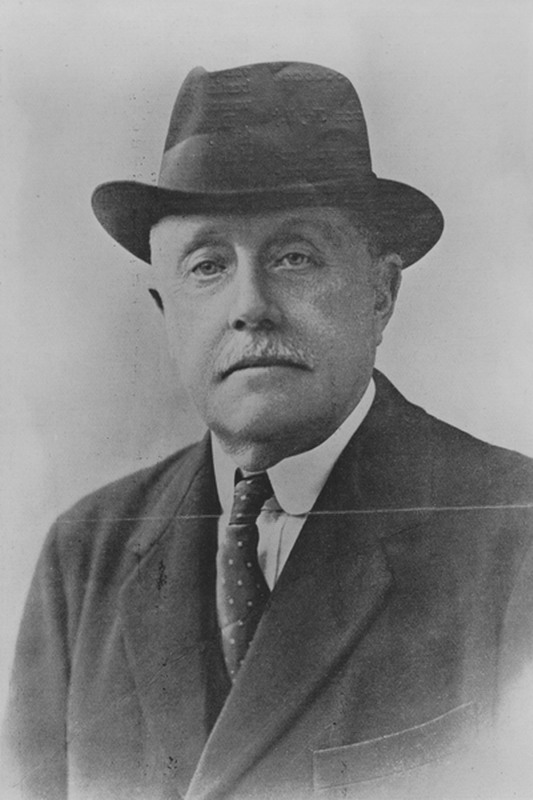
Frits Baron van Tuyll van Serooskerken

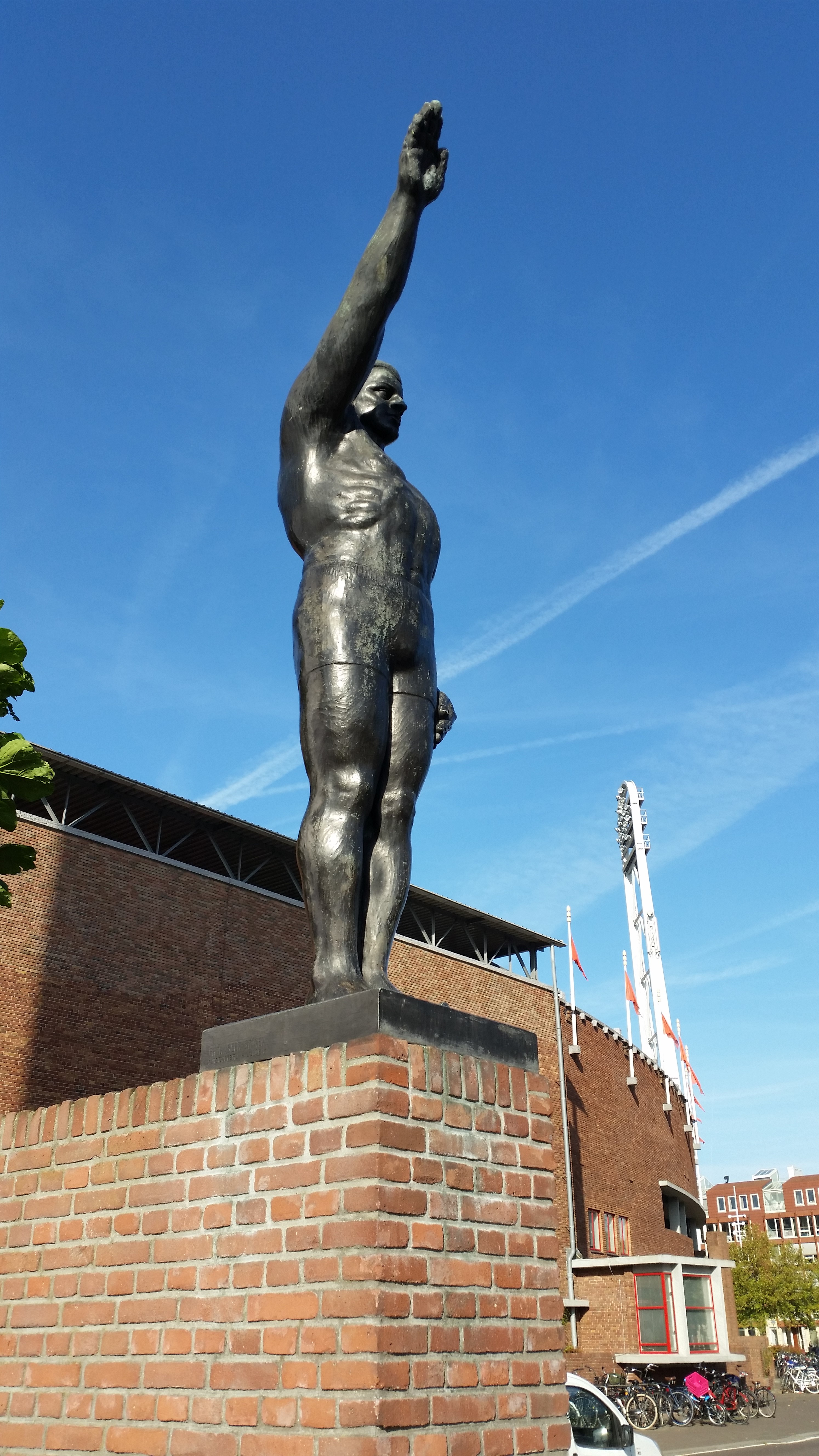
Das Van-Tuyll-Monument der Bildhauerin Gra Rueb vor dem Olympiastadion Amsterdam

 Frederik Willem Christiaan Hendrik „Frits“ Baron van Tuyll van Serooskerken (* 27. März 1851 in Amsterdam; † 13. Februar 1924 in Den Haag) war ein niederländischer Sportfunktionär. Er war der erste Vorsitzende des niederländischen NOK.

## Biographie

### Herkunft und Familie
Frits van Tuyll van Serooskerken entstammte einer sehr vermögenden einflussreichen Familie von „altem“ Adel, die enge Beziehungen zum niederländischen Königshaus pflegte. Seine Eltern waren Ernest Louis Baron van Tuyll van Serooskerken, Heer van Vleuten, (1801–1860) und Wilhelmine Philippine Willink (1810–1968). Er war das jüngste von deren acht Kindern; seine älteste Schwester war nahezu 20 Jahre älter als er. Im Sommer lebte die Familie in einem repräsentativen Haus an der Herengracht in Amsterdam, im Sommer auf dem Landsitz Velserbeek, den Wilhelmine Willink von ihrem Vater geerbt hatte. Zum Haushalt gehörten mindestens zehn Dienstboten. Frits van Tuyll wurde von Gouvernanten aus der Schweiz und aus Frankreich betreut. Als er neun Jahre alt war, starb sein Vater; seine Mutter verlor er mit 17.
1874 heiratete van Tuyll Maria Boreel (1850–1919), eine Tochter des niederländischen Politikers und Ministers Willem Boreel van Hogelanden. Die Eheleute bekamen vier Kinder. 1881 wurde er zum Kammerherr von König Wilhelm III. ernannt und später von Königin Wilhelmina. Er pflegte keine politischen Ambitionen, sondern führte zunächst das sorglose Leben eines Angehörigen der Oberklasse. Er kümmerte sich um seine Familie und seinen Besitz und übte „standesgemäße“ Sportarten wie Pferdesport, Golf, Sportschießen und Segeln aus. Auch reiste er auch nach Monte-Carlo, um dort Roulette nach einem System zu spielen, dass sein Schwager Jacob Boreel van Hogelanden ausgetüftelt hatte.
Während des Ersten Weltkriegs engagierte sich Frits van Tuyll für die Belange von in die Niederlande geflüchteten Menschen, später als Vorsitzender eines Fremdenverkehrsverbandes, der heute noch als VVV besteht, zudem für den niederländischen Tourismus.

### Engagement im Sport
Aus van Tuylls Feder stammte 1882 der erste Artikel in der von ihm mitbegründeten Zeitschrift Nederlandsche Sport, in dem er fragte: „Sport! Wat is sport?“. 1898 wurde der inzwischen 47-jährige van Tuyll, der mehrere Sprachen beherrschte, als erster Niederländer Mitglied des IOC, einem „internationalen Netzwerk von nationalen Eliten“. Auch war er Vorsitzender der nationalen Jagdvereinigung Nimrod und ab 1911 des Nederlandsche Bond voor Lichamelijke Opvoeding sowie weiterer Sportverbände. Er glaubte an den Sport als wichtiges nationales Instrument: Sport sollte die niederländische Jugend kräftig und geschickt machen, um ihr späteres Leben meistern zu können. Dies sei gerade im 20. Jahrhundert – dem „Jahrhundert der schnellen Veränderungen“ – besonders wichtig. Vor dem Nationaal Congres vor de Weerkracht (Nationalkongreß für Wehrkraft) sagte er im Jahre 1919: „Wir müssen eine physisch gut entwickelte Rasse bekommen, wenn wir als Nation im großen industriellen Wettbewerb, der zweifellos einem allgemeinen Frieden folgen muss, mit anderen Nationen ebenbürtig bleiben wollen.“
Frits van Tuyll versuchte, die Teilnahme von niederländischen Sportlern bei den Olympischen Sommerspielen 1904 zu organisieren, die ursprünglich in Chicago ausgetragen werden sollten. Dazu wurde im März 1902 eine Zusammenkunft im Amsterdamer Hotel Krasnapolsky anberaumt, wo er eine Rede hielt. Um die Verbände von einer Teilnahme zu überzeugen, verkündete er, dass ein Kriegsschiff die Teilnehmer transportieren werde und dass Hin- und Rückreise kostenlos sein würden. Nachdem jedoch das IOC die Spiele Ende 1903 nach St. Louis vergab und alle Zusagen zurückgezogen wurden, entsandten die Niederlande keine Mannschaft dorthin. 1906 war er als Vertreter der Niederlande bei den Olympischen Zwischenspielen in Athen vor Ort.
Im Mai 1907 organisierte van Tuyll eine Sitzung des IOC in Den Haag, die erste in den Niederlanden, unter der Schirmherrschaft von Prinzgemahl Prinz Henrik. Im selben Jahr wurde ein provisorisches niederländisches NOK gegründet, mit van Tuyll als Vorsitzendem. Hauptaufgabe dieses Komitees war es, Geld für die Entsendung von Sportlern zu den Olympischen Spielen 1908 in London zu sammeln. Tatsächlich konnten dort 113 Niederländer starten. 1912 erfolgte die offizielle Gründung des NOK, ebenfalls im Krasnapolsky.
Da die in Berlin geplanten Olympischen Spiele 1916 wegen des Ersten Weltkriegs ausfielen, organisierte van Tuyll im September desselben Jahre nationale „Olympische Spiele“. Dieses Sportereignis war ein Erfolg und ebnete den Weg für eine Bewerbung der Niederlande um die Olympischen Spiele 1928. Amsterdam war schon für die Spiele 1920 im Gespräch, jedoch zog van Tyull zugunsten der „kriegsgebeutelten“ Belgier die Bewerbung zurück. Im Jahr darauf fiel die Entscheidung für die Spiele 1928 in Amsterdam.
Frits van Tuyll, der die Bewerbung betrieben hatte, erlebte die Spiele selbst nicht mehr, da er im Februar 1924 im Alter von 72 Jahren an einer Lungenentzündung starb. Er wurde auf dem Friedhof Westerveld in Driehuis bestattet. Den Nachruf auf seinen Kollegen in der Zeitung Het Vaderland schrieb der niederländische Sportpionier Pim Mulier. Er bezeichnete van Tyull als (inoffiziellen) „Sportminister“ der Niederlande. Ihm sei es zu verdanken, dass die Regierung sich zunehmend um sportliche Belange kümmere.

## Ehrungen
Frits van Tuyll van Serooskerken wurde mit zahlreichen Orden und Ehrenzeichen, auch ausländischen, geehrt, so etwa mit dem Orden vom Niederländischen Löwen, dem Orden von Oranien-Nassau und dem preußischen Kronen-Orden.
Vor Beginn der Olympischen Spiele in Amsterdam wurde am 17. Mai 1928 vor dem Olympiastadion die Bronzestatue Der Olympische Gruß zu Ehren des inzwischen verstorbenen Frits van Tuyll van Serooskerken durch Prinzgemahl Prinz Henrik enthüllt. Zudem wurden ein Platz und eine Straße in der Nähe des Stadions nach ihm benannt.
Die bald als Van-Tuyll-Monument bekannte Statue wurde von der niederländischen Bildhauerin Gra Rueb geschaffen. Sie zeigt einen Sportler, der den „Olympischen Gruß“ entbietet, indem er seinen rechten Arm hebt. Die unter Denkmalschutz stehende Statue ist besonders seit 1945 umstritten, da der Hitlergruß dem Olympischen Gruß nachempfunden ist. Eine Tafel am Denkmal weist ausdrücklich darauf hin, dass es 1928 entstanden ist und es zu dieser Zeit noch keine Verbindung zum Hitlergruß gegeben habe.